# Лич, Джон Генри
Джон Генри Лич — английский энтомолог, специализировавшийся на чешуекрылых и жесткокрылых.
Его коллекции из Китая, Японии и Кашмира хранятся в Музее естественной истории в Лондоне. В них представлены также насекомые из Марокко, Канарских островов и Мадейры.
Среди его наиболее важных работ: «Британские пиралиды» («British Pyralides», 1886) и «Бабочки из Китая, Японии и Кореи», три тома («Butterflies from China, Japan and Corea», 1892–1894).
Он был членом Линнеевского общества и Лондонского энтомологического общества, членом Энтомологического общества Франции и Энтомологического общества Берлина.
Он умер в своем доме, Хердкотт-Хаус, недалеко от Солсбери, в 1900 году.
В честь учёного был назван вид ящериц Enyalius leechii.